# Riojasuchus tenuisceps
Il riojasuco (Riojasuchus tenuisceps) è un rettile estinto, appartenente agli arcosauri. Visse nel Triassico superiore (Retico, circa 200 milioni di anni fa) e i suoi resti fossili sono stati ritrovati in Sudamerica (Argentina).

## Descrizione
Questo animale possedeva un corpo sorretto da zampe snelle e forti, e percorso da una doppia fila di piastre ossee (osteodermi) lungo il dorso e la coda. Possedeva un grande cranio leggero e dotato di grandi denti ricurvi e seghettati. Il cranio era dotato di un muso notevolmente allungato, e la regione delle narici era espansa e appiattita lateralmente. Il muso era rivolto all'ingiù e sovrastava la mandibola. Era presente una profonda fossa antorbitale che si estendeva fino al margine ventrale della mascella. Come nell'assai simile Ornithosuchus, era assente la cresta postorbitale rugosa. Al contrario di Ornithosuchus, in Riojasuchus la regione sopraoccipitale era in posizione estremamente dorsale, ed erano scomparse le creste occipitali (ben definite in Ornithosuchus). 

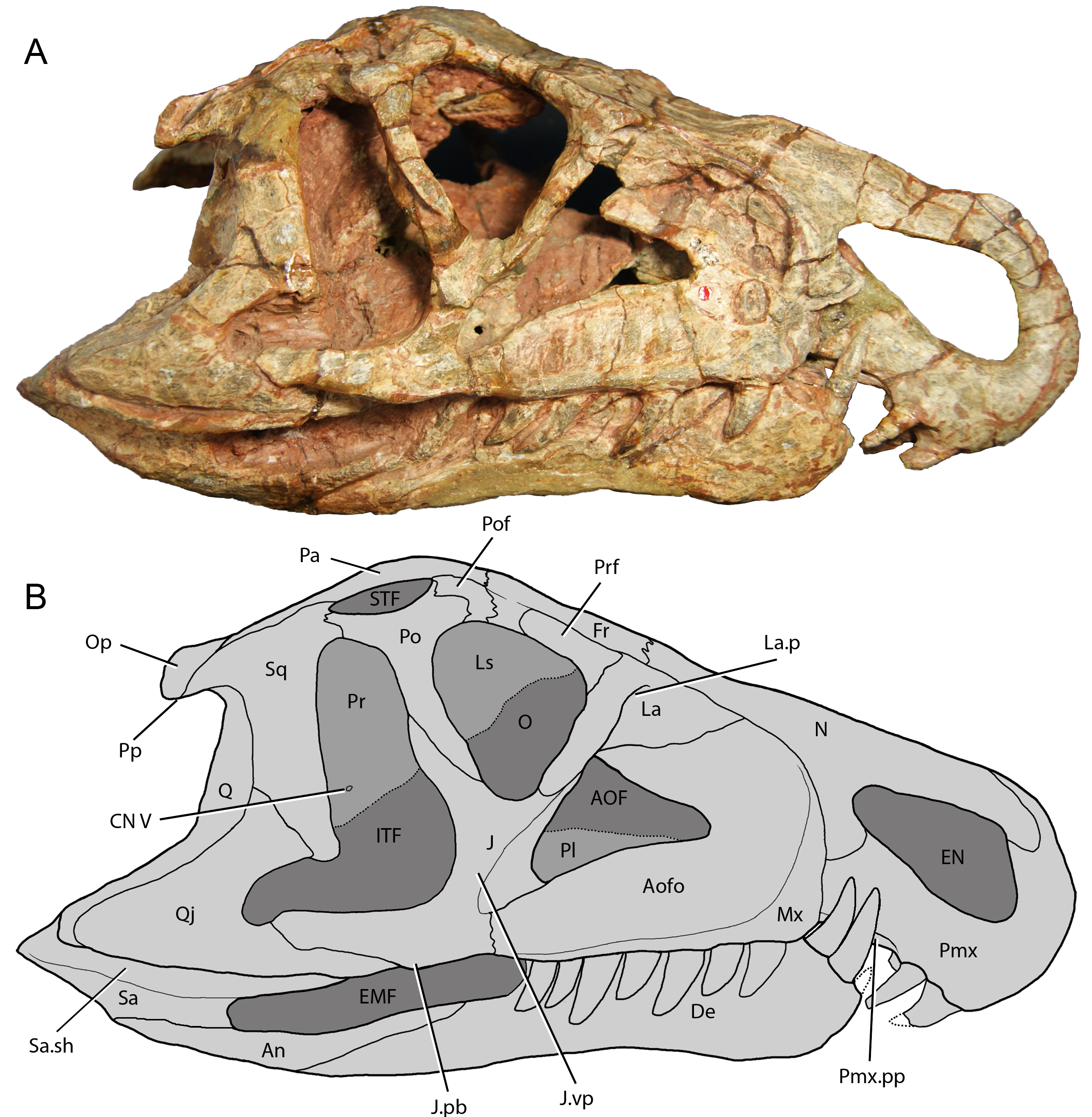
Cranio di Riojasuchus tenuisceps

## Classificazione
Riojasuchus venne descritto per la prima volta da Josè Bonaparte nel 1969, sulla base di fossili ritrovati nella formazione Los Colorados, nella zona nota come Quebrada de Los Jachaleros (Provincia di San Juan). Questo animale è un rappresentante degli ornitosuchidi, un gruppo di arcosauri primitivi tipici del Triassico, caratterizzati da un'insolita struttura della caviglia. Un'altra forma simile vissuta in Argentina qualche milione di anni prima è Venaticosuchus. Insieme ai fossili di Riojasuchus sono stati ritrovati i resti di altri arcosauri predatori, Hemiprotosuchus e Pseudhesperosuchus.

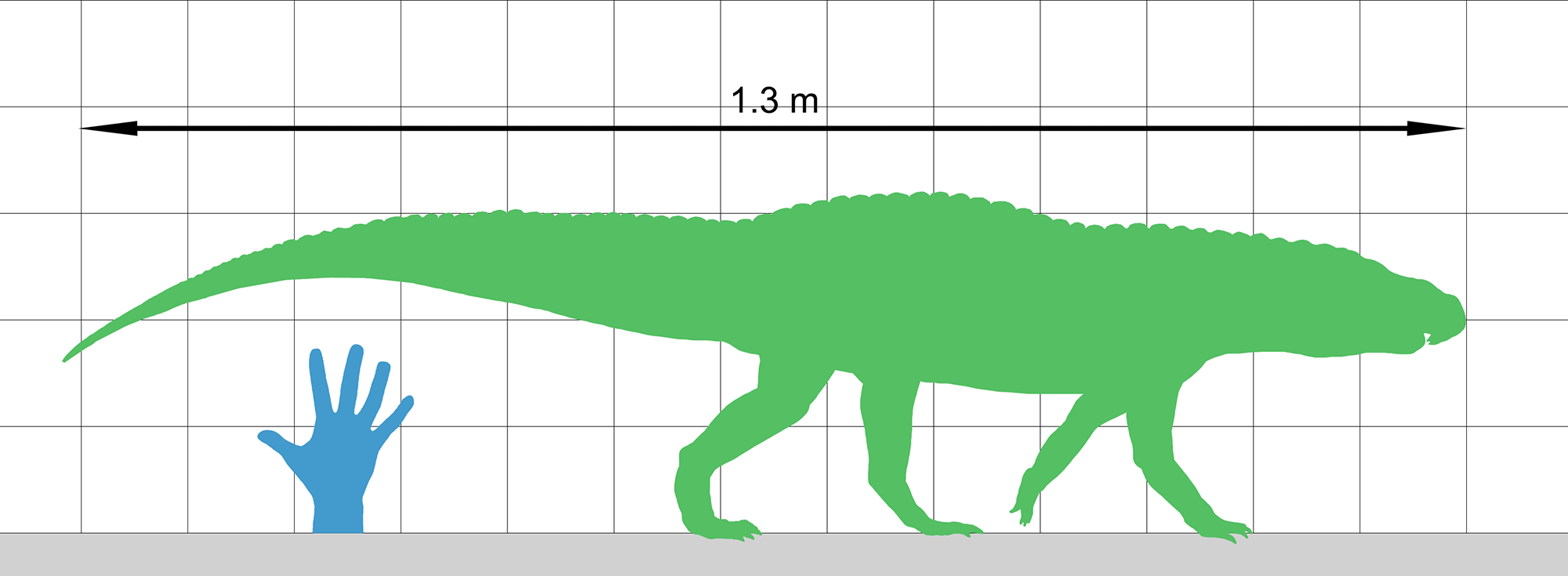
Dimensioni di Riojasuchus tenuisceps